# Aleksiej Cwietkow
Aleksiej Siergiejewicz Cwietkow, ros. Алексей Сергеевич Цветков (ur. 28 sierpnia 1981 w Rybińsku) – rosyjski hokeista, działacz.

## Kariera zawodnicza
- Siewierstal 2 Czerepowiec (1998-2000)
- Siewierstal Czerepowiec (1999-2000)
- SKA Sankt Petersburg (2000-2004)
- SKA Sankt Petersburg (2004)
- Saławat Jułajew Ufa (2004)
- HK MWD Bałaszycha (2004-2010)
- Siewierstal Czerepowiec (2010-2012)
- Dinamo Moskwa (2012-2017)
- HK Soczi (2017-2018)

Wychowanek Siewierstali Czerepowiec. Od maja 2012 zawodnik Dinama Moskwa, związany dwuletnim kontraktem. W lutym 2016 przedłużył kontrakt o dwa lata. Po sezonie KHL (2016/2017) odszedł z Dinama. Od lipca 2017 zawodnik HK Soczi. Po sezonie odszedł z zespołu i został wolnym agentem.

## Kariera działacza
W sezonie 2021/2022 był menedżerem sportowym w klubie Połot Rybińsk, który zdobył wtedy mistrzostwo w juniorskiej lidze NMHL.

## Sukcesy
Klubowe
- Złoty medal wyższej ligi: 2005 z MWD
- Srebrny medal mistrzostw Rosji / KHL: 2010 z MWD
- Złoty medal mistrzostw Rosji: 2013 z Dinamem Moskwa
- Puchar Gagarina: 2013 z Dinamem Moskwa

Indywidualne
- KHL (2009/2010):
  - Najlepszy napastnik miesiąca - kwiecień 2010
  - Pierwsze miejsce w klasyfikacji asystentów w fazie play-off: 11 asyst
  - Pierwsze miejsce w klasyfikacji kanadyjskiej w fazie play-off: 16 punktów
- KHL (2011/2012):
  - Zdobywca zwycięskiego gola w meczu o Puchar Łokomotiwu Dinamo - Awangard Omsk 3:2 k. (4 września 2012)[6][7]
- KHL (2012/2013):
  - Zdobywca zwycięskiego gola w finale KHL o Puchar Gagarina Traktor Czelabińsk - Dinamo 2:3 k. (17 kwietnia 2013)[8]
  - Najlepszy napastnik - finał o Puchar Gagarina